# Kassianspitze
Kassianspitze (wł. Cima San Cassiano) – szczyt w Sarntaler Alpen, paśmie Alp Wschodnich. Leży w północnych Włoszech w regionie Trydent-Górna Adyga, w Południowym Tyrolu.